# 墩巴格乡
墩巴格乡，是中华人民共和国新疆维吾尔自治区喀什地区莎车县下辖的一个乡镇级行政单位。

## 行政区划
墩巴格乡下辖以下地区：
恰尔巴格村、托万阿依库勒村、尤库日阿依库勒村、库木库勒村、牌坊村、墩巴格村、阔依其村、托格热艾日克村、尤库日曲许盖村、托万曲许盖村、拜勒墩村和其乃巴格村。